# Classic Rock (tijdschrift)
Classic Rock is een Brits muziektijdschrift en -website. Het tijdschrift werd in oktober 1998 opgericht in Londen en verschijnt 13 keer per jaar. Het tijdschrift behandelt vooral rockbands uit de jaren 1960, 1970, 1980 en 1990, waaronder Led Zeppelin, AC/DC, Pink Floyd, The Rolling Stones, Queen, Black Sabbath, Aerosmith en Deep Purple. Ook komen soms modernere bands aan bod, zoals Alter Bridge, Rival Sons, Halestorm, Ghost, Blackberry Smoke en The Struts.

## Geschiedenis
Classic Rock werd in 1998 voor het eerst gepubliceerd door Dennis Publishing. In 2000 werd het tijdschrift verkocht aan Future en in april 2013 samen met Metal Hammer en Prog aan TeamRock. In 2016 werd TeamRock failliet verklaard, waarop Future in december 2016 de tijdschriften terugnam.
Op 27 maart 2018 voegde Future de drie tijdschriften samen onder de merknaam Louder.

## Overige activiteiten

### Speciale edities
Classic Rock heeft door de jaren heen diverse speciale edities uitgebracht, zoals een editie die volledig gewijd was aan Led Zeppelin, een editie omtrent Iron Maiden en eentje omtrent Guns N' Roses. Classic Rocks zusterblad — Prog — was oorspronkelijk een speciale editie uit 2009 genaamd Classic Rock Presents. Overige edities zijn het tijdschrift The Blues dat van 2012 tot 2016 werd uitgegeven en Classic Rock Presents AOR wat tussen 2010 en 2014 werd uitgegeven.

### Fanedities
In 2010 ging Classic Rock een samenwerking met Roadrunner Records aan. Als eerst werd een speciale editie genaamd Classic Rock Presents: Slash uitgebracht, die helemaal in het teken stond van gitarist Slash en geleverd werd met een kopie van zijn debuutalbum. Dit was tevens de eerste keer dat een album van een bekende artiest eerder bij een tijdschrift dan los verkrijgbaar was. Sindsdien zijn er meer fanedities uitgebracht, zoals van Whitesnake, Alice Cooper, Motörhead, Def Leppard en Rush. Ook werd in 2012 opnieuw een album van Slash gebundeld: Apocalyptic Love.

### Classic Rock Roll of Honour Awards
Tussen 2005 en 2016 reikte Classic Rock prijzen uit onder de naam Classic Rock Roll Of Honour. Deze prijzen werden jaarlijks uitgereikt tijdens een speciale ceremonie in Londen. Onder meer Lemmy Kilmister, Alice Cooper, Jimmy Page, Ozzy Osbourne, ZZ Top, Gregg Allman en Queen wonnen door de jaren heen de prijs.

### The 20 Million Club
In july 2020 begon Classic Rock met een podcast genaamd The 20 Million Club. De presentatie ligt in handen van Nicky Horne en medewerkers van het Classic Rock-team. In de podcast worden de grootste albums aller tijden besproken.